# Charris Rozemalen
Charris Rozemalen (født 16. april 1991 i Utrecht, Holland) er en hollandsk håndboldspiller som spiller for SG BBM Bietigheim i Tyskland og det hollandske landshold. 